# パークスバーグ駅
パークスバーグ駅（英語：Parkesburg station）は、ペンシルベニア州パークスバーグ メープル・ストリート501およびサウス・カルバート・ストリートにある駅。 

## 利用可能な鉄道路線／列車
アムトラックキーストン回廊のパークスバーグ駅に停車する列車は下記の通り。
ハリスバーグとニューヨーク間の昼行中距離列車キーストン・サービス号…1日10.5往復停車（平日）
フィラデルフィアよりパークスバーグを経てハリスバーグに至る区間はキーストン・サービス号により高速かつ高頻度に列車が運行されている。